# Axel Charpentier
Axel Fredrik Charpentier, född 4 juli 1865 i Fredrikshamn, död 19 mars 1949 i Hauho, var en finländsk jurist.
Charpentier blev juris doktor 1897 och därefter docent vid Helsingfors universitet 1898, inträdde på ämbetsmannabanan men blev 1910 avskedad av ryske generalguvernören för vägran att som prokurator åtala enligt Charpentiers förmenande laglydiga ämbetsmän. Charpentier var ledamot av finska lagberedningen 1905–1911, advokat 1912–1918, ledamot av Högsta domstolen 1918–1919, och justitiekansler 1919–1928. Charpentier var i många år sekreterare i Juridiska föreningen för Finland och publicerade sig i dess tidskrift. Bland han övriga skrifter märks Om sytning (1896). Politiskt sett var Charpentier liberal.
Charpentier var ägare till herrgårdsbyggnaden Hahkiala i Tavastehus.

## Utmärkelser
- Kommendörstecknet av I klass av Finlands Vita Ros’ orden,  18 juli 1919[5]
- Storkorset av Finlands Vita Ros’ orden,  24 oktober 1928[5]
- Sankt Stanislausorden, andra klassen[6]

[Redigera Wikidata]